# والتر آبل

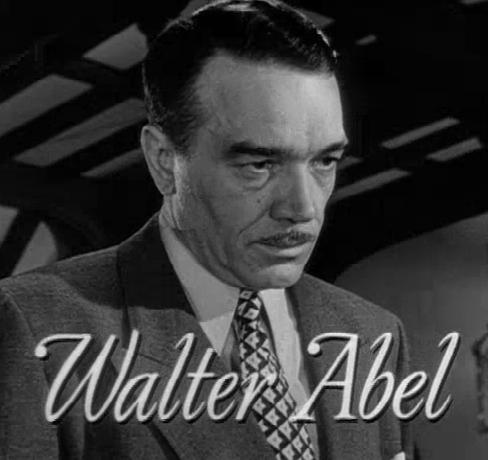

والتر آبل (انگلیسی: Walter Abel؛ ۶ ژوئن ۱۸۹۸ – ۲۶ مارس ۱۹۸۷) یک هنرپیشه اهل ایالات متحده آمریکا بود.

## بخشی از فیلمشناسی
از فیلم‌ها یا برنامه‌های تلویزیونی که وی در آن نقش داشته‌است می‌توان به آثار زیر اشاره کرد.
- سه تفنگدار (۱۹۳۵)
- خشم (۱۹۳۶)
- دختر دانا (۱۹۳۷)
- جلوی سحر را بگیرید (۱۹۴۱)
- چکاوک (۱۹۴۱)
- جزیره ویک (۱۹۴۲)
- آقای اسکفینگتون (۱۹۴۴)
- شهرستان رینتری (۱۹۵۷)
- سراب (۱۹۶۵)